# Ketchel Mammadli
Ketchel Mammadli est un village de la région de Jabrayil en Azerbaïdjan.

## Histoire
En 1993-2020, Ketchel Mammadli était sous le contrôle des forces armées arméniennes. En 2020, au cours de la deuxième guerre du Haut-Karabagh, la région de Jabrayil, y compris le village de Ketchel Mammadli est passé sous le contrôle des forces azerbaïdjanaises.

## Géographie
Le village de Ketchel Mammadli de la région de Jabrayil est situé dans la circonscription administrative du village de Soltanli.

## Économie
La principale occupation de la population est l'élevage.